# Hikita Bungorō
Hikita Bungorō est un nom japonais traditionnel ; le nom de famille (ou le nom d'école), Hikita, précède donc le prénom (ou le nom d'artiste).
Hikita Bungorō (疋田 文五郎) est un escrimeur japonais de la période Sengoku au XVIe siècle. Hikita Bungorō est le neveu du fameux escrimeur Kamiizumi Hidetsuna, tous deux très habiles dans l'art du bujutsu. Un autre célèbre escrimeur du nom de Yagyū Muneyoshi (père de Yagyū Munenori) est témoin des superbes compétences définies par Hidetsuna. Après cela, Hōzōin In'ei, le moine en chef du temple Hōzōin à Nara, arrange un duel entre Muneyoshi et Hidetsuna. Néanmoins, Hidetsuna envoie Bungorō pour relever le défi, façon pour lui de sous-estimer les capacités de Muneyoshi. Tout au long du duel de Bungorō, il touche Muneyoshi plusieurs fois avec son shinai, ce qui impressionne grandement les personnes présentes.
Bungorō poursuit la lignée Shinkage-ryū indépendante du Yagyū shinkage-ryū. 

## Source de la traduction
- (en) Cet article est partiellement ou en totalité issu de l’article de Wikipédia en anglais intitulé « Hikita Bungoro » (voir la liste des auteurs).